# Willem van Blijenburgh
Willem Peter Hubert van Blijenburgh (ur. 11 lipca 1881 w Zwolle, zm. 14 października 1936 w Bilthoven) – holenderski oficer i szermierz, trzykrotny medalista olimpijski.
Na olimpiadzie w Atenach w 1906 roku był między innymi piąty w szpadzie drużynowej. Na igrzyskach olimpijskich w Londynie w 1908 roku w szpadzie indywidualnej odpadł w pierwszej rundzie, a w szabli indywidualnej w drugiej rundzie. Na rozgrywanych cztery lata później igrzyskach olimpijskich w Sztokholmie zdobył dwa medale. W szpadzie drużynowej razem z Adrianusem de Jongiem, George'em van Rossemem, Jetze Doormanem i Leonardusem Nardusem był trzeci. Następnie Holendrzy w składzie: Jetze Doorman, Dirk Scalongne, Arie de Jong, Willem Hubert van Blijenburgh, Hendrik de Iongh i George van Rossem zdobyli też brązowy medal w szabli drużynowej. Kolejny medal zdobył na igrzyskach olimpijskich w Antwerpii w 1920 roku razem z Adrianusem de Jongiem, Jetze Doormanem, Louisem Delaunoijem, Janem van der Wielem, Salomonem Zeldenrustem i Henrim Wijnoldym-Daniëlsem zajmując trzecie miejsce w szabli drużynowej. Brał też udział w igrzyskach olimpijskich w Paryżu w 1924 roku odpadając w ćwierćfinałach zawodów drużynowych i indywidualnych.
Nie zdobył medalu mistrzostw świata.
Wykorzystując swoją pozycję dyrektora w szkole wojskowej w Den Helder, miał wpływ na holenderski sport, a zwłaszcza gimnastykę. Napisał kilka książek o gimnastyce i wychowaniu fizycznym. Był pierwszym Holendrem posiadającym doktorat z wychowania fizycznego.
Podobnie jak każdy z holenderskich szermierzy w tym czasie, van Blijenburgh był oficerem holenderskiej armii (podpułkownik). 